# Eddy Gaddum
Edgar (Eddy) Gaddum was een Surinaams klarinettist, saxofonist en bandleider. Met zijn Caraïbisch Ensemble trad hij in de jaren 1940 en 1950 op voor radio en televisie in Nederland en België.

## Biografie
Eddy Gaddum raakte bekend met Amerikaanse jazzmuziek dankzij de in Suriname gestationeerde Amerikaanse militairen in de Tweede Wereldoorlog. Toen zij vertrokken, lieten zij hun arrangementen en platen na aan Surinaamse militairen. Onder hen richtten enkele musici vervolgens de jazzband City and Country Guard op, met naast Gaddum (klarinet en saxofoon) de leden Eddy Snijders (bandleider), Leo Knoppel (saxofoon), Eddy Muringen (trompet), August Macintosch (trompet), John Nelom (trompet) en enkele anderen.
Gaddum vertrok hierna naar Nederland en speelde rond januari 1948 in het orkest van Piet van Dijk. Later dat jaar speelde hij voor de Surinaamse artiest Kid Dynamite. Europese artiesten maakte hij wegwijs in Surinaamse liedjes.
Rond 1952 had hij zijn eigen ensemble en werkte hij in Antwerpen. De Surinaamse artiest Ping Ping begon dat jaar zijn carrière onder muzikale begeleiding van Gaddum. In 1955 was Gaddum met zijn Caraïbisch Ensemble terugkerend te horen op de Belgische radio. Rond deze tijd trad hij met zijn ensemble ook op de Nederlandse bühne en televisie op.
In België bracht hij onder de naam Eddy Gaddum y su Conjunto Caribia de single Rico vacilon uit. Als Eddy Gaddum and his Carribians verscheen de maxisingle Calypso.